# Apple PowerCD
| Consumo    | 15 W    |
| Peso       | 1,4 Kg  |
| Altezza    | 16,5 cm |
| Lunghezza  | 21,8 cm |
| Profondità | 12,4 cm |

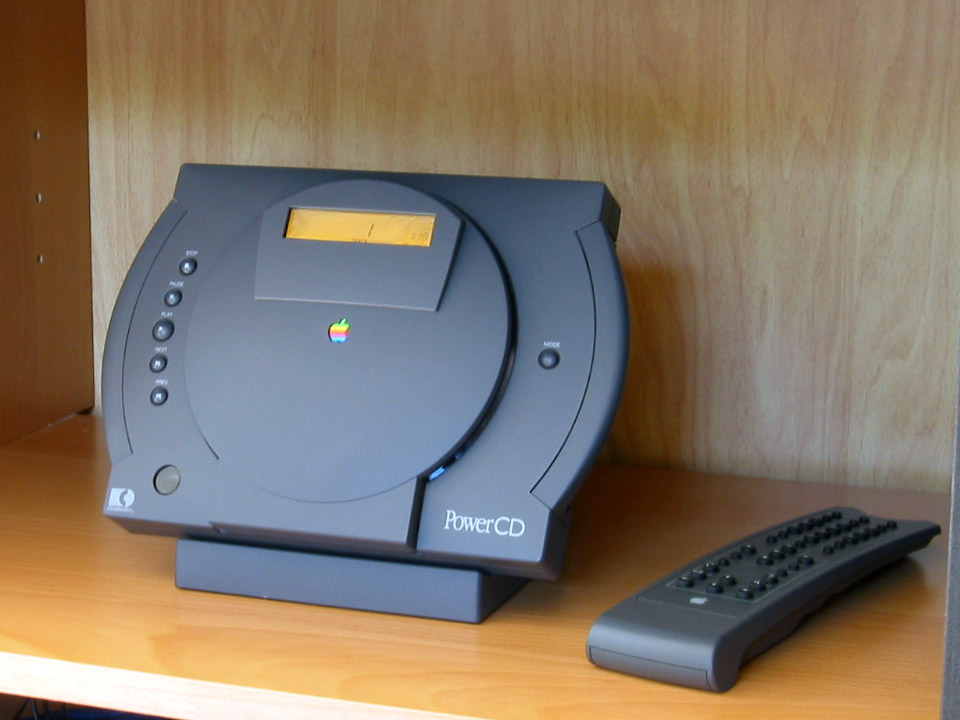
Apple PowerCD

Il lettore di CD-ROM PowerCD era il primo tentativo di Apple d'entrare nel mondo della musica. Venne presentato nel 1993 e a differenza dei precedenti lettori di CD-ROM prodotti da Apple questo lettore non era rivolto esplicitamente al mondo dei personal computer, ma era indirizzato anche agli utenti comuni. Infatti oltre a poter essere collegato al computer con la porta SCSI il lettore è in grado di funzionare in modo indipendente tramite il telecomando in dotazione. Riconosce i CD-ROM nello standard ISO 9660, i PhotoCD, i CD Audio e i loro derivati. È dotato di uscite audio per comandare uno stereo, ha un'uscita per le cuffie e può essere collegato al televisore per mostrare i PhotoCD. La meccanica è in grado di leggere i CD alla velocità di 1X. La velocità di trasferimento verso il computer è di 2,1 MByte/s.
Come prodotto per il grande pubblico il PowerCD non ebbe successo. Il problema principale di questo lettore era che non era leggero né piccolo. Infatti le sue dimensioni e il suo peso ne scoraggiavano l'utilizzo fuori casa e tutta l'elettronica integrata incideva sui consumi: le batterie non erano in grado di fornire un'autonomia comparabile con i prodotti della concorrenza. Anche come lettore da computer non ebbe molto successo: era lento rispetto agli standard dell'epoca e tutte le funzioni aggiuntive incidevano sul costo, infatti non era particolarmente economico. Visto lo scarso successo Apple decise di cessarne la produzione ma questo avvenne solo nel 1996.